# بحيرة بواي

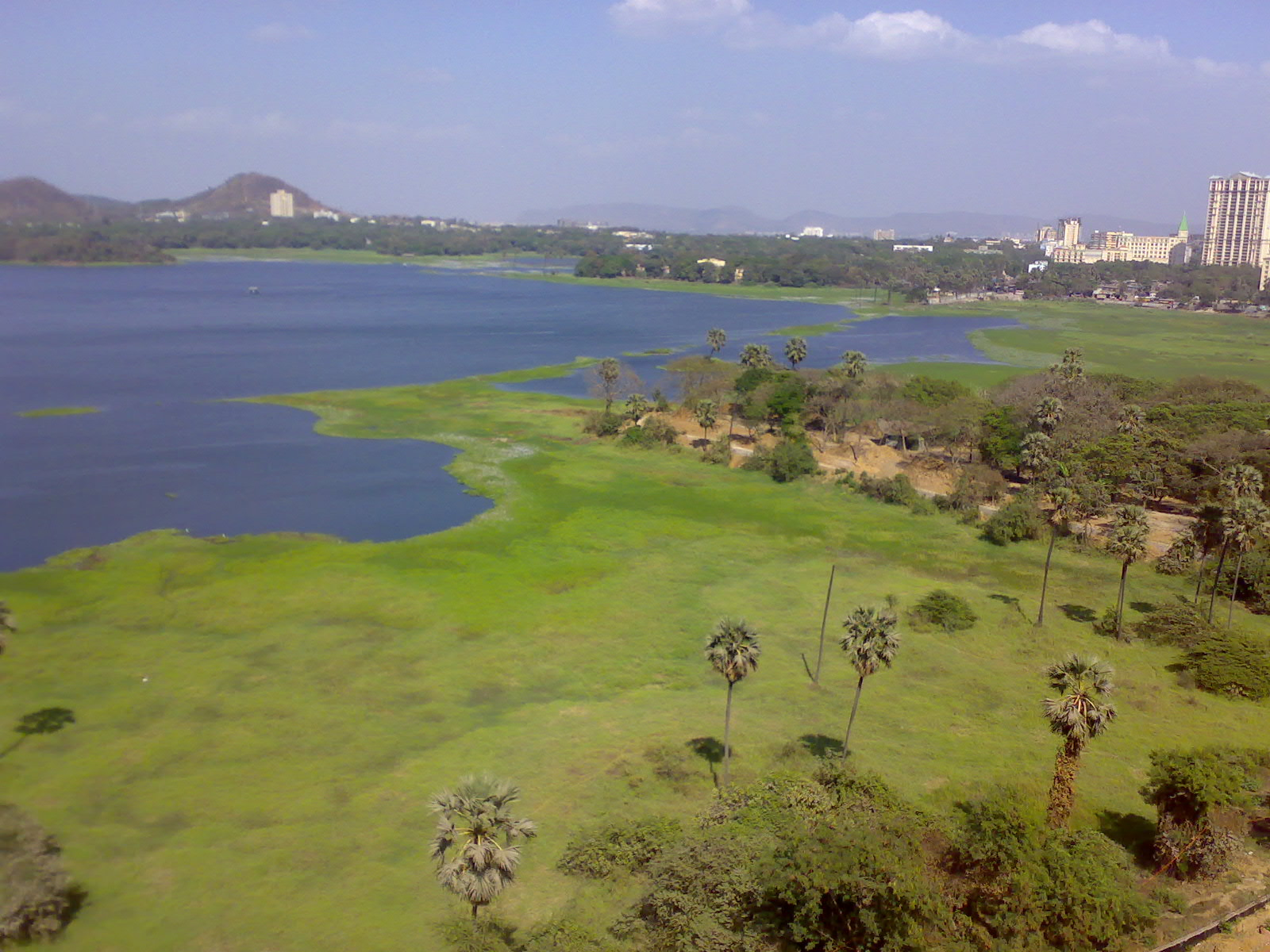
بحيرة بواي

بحيرة بواي مومباي بالهندية: (पवई मुंबई) هي بحيرة اصطناعية ، تقع في مومباي ، في وادي بواي ، حيث توجد قرية بواي بها مجموعة من الأكواخ. ضاحية المدينة المسماة بواي تشترك في اسمها مع البحيرة. المعهد الهندي للتكنولوجيا بومباي ، أحد المؤسسات العلمية والتكنولوجية الرائدة في الهند ، يقع في شرق البحيرة. مؤسسة مشهورة أخرى ، المعهد الوطني للهندسة الصناعية (NITIE) ، تقع أيضًا بالقرب من البحيرة. تم تطوير المجمعات السكنية والفنادق الفخمة في جميع أنحاء محيط البحيرة. وبالتالي ازداد عدد السكان حول البحيرة بشكل كبير على مر السنين.